# Abrus aureus
Abrus aureus är en ärtväxtart som beskrevs av René Viguier. Abrus aureus ingår i Paternosterbönssläktet, och familjen ärtväxter.

## Underarter
Arten delas in i följande underarter:
- A. a. aureus
- A. a. littoralis